# لاننيك جاوتري
لاننيك جاوتري (بالفرنسية: Lannick Gautry)‏
```
هو 
ممثل
 
فرنسي
، ولد في 3 مارس 1976 
بسن جرمن آن له
 في 
فرنسا
.
[
3
]
[
4
]
[
5
]
```

## وصلات خارجية
- لاننيك جاوتري على موقع IMDb (الإنجليزية)
- لاننيك جاوتري على موقع ألو سيني (الفرنسية)
- لاننيك جاوتري على موقع أول موفي (الإنجليزية)
- لاننيك جاوتري على موقع قاعدة بيانات الفيلم (الإنجليزية)
- لاننيك جاوتري على موقع كينوبويسك (الروسية)